# JC Chasez
Joshua Scott Chasez, detto JC (Washington, 8 agosto 1976), è un cantante, produttore discografico e personaggio televisivo statunitense.

## Biografia
Nato a Washington, all'età di 13 anni entra a far parte del cast del programma di intrattenimento per bambini The Mickey Mouse Club. Dalla collaborazione con Justin Timberlake nasce la boy band NSYNC, che ha riscosso uno straordinario successo. Dopo lo scioglimento del gruppo, ha pubblicato il suo primo album solista Schizophrenic nel febbraio 2004. Ha lavorato anche come autore e produttore per artisti come Girls Aloud, Basement Jaxx, David Archuleta, Matthew Morrison e Backstreet Boys. In televisione ha anche lavorato come giudice del talent-show America's Best Dance Crew. Occasionalmente ha lavorato come attore, comparendo tra l'altro in Longshot (2001) e Killer Movie (2008).

## Discografia

### Solista
Album
- Schizophrenic (2004)
- The Story Of Kate (2007)
- Playing With Fire (2024)

Singoli
- Bring It All to Me (Remix) (2000) con Blaque
- Blowin' Me Up (With Her Love) (2003)
- Some Girls (Dance with Women) (2004)
- All Day Long I Dream About Sex (2004)
- Until Yesterday (2006)
- You Ruined Me (2007)